# العلاقات الأردنية التشيكية
العلاقات الأردنية التشيكية هي العلاقات الثنائية التي تجمع بين الأردن والتشيك.

## مقارنة بين البلدين
هذه مقارنة عامة ومرجعية للدولتين:
| وجه المقارنة                                              | الأردن                   | التشيك                                                                            |
| --------------------------------------------------------- | ------------------------ | --------------------------------------------------------------------------------- |
| المساحة (كم2)                                             | 89.34 ألف                | 78.87 ألف                                                                         |
| عدد السكان (نسمة)                                         | 9.81 مليون               | 10.52 مليون                                                                       |
| الكثافة السكانية (ن./كم²)                                 | 109.81                   | 133.38                                                                            |
| العاصمة                                                   | عمان                     | براغ                                                                              |
| اللغة الرسمية                                             | اللغة العربية            | اللغة التشيكية                                                                    |
| العملة                                                    | دينار أردني              | كرونة تشيكية، كرونة تشيكوسلوفاكية                                                 |
| الناتج المحلي الإجمالي (بليون دولار)                      | 40.07 مليار              | 215.73 مليار                                                                      |
| الناتج المحلي الإجمالي (تعادل القوة الشرائية) بليون دولار | 82.80 مليار              | 356.15 مليار                                                                      |
| الناتج المحلي الإجمالي الاسمي للفرد دولار أمريكي          | 4.94 ألف                 | 17.55 ألف                                                                         |
| الناتج المحلي الإجمالي للفرد دولار أمريكي                 | 12.05 ألف                | 31.19 ألف                                                                         |
| مؤشر التنمية البشرية                                      | 0.748                    | 0.878                                                                             |
| رمز المكالمات الدولي                                      | +962                     | +420                                                                              |
| رمز الإنترنت                                              | .jo                      | .cz                                                                               |
| المنطقة الزمنية                                           | ت ع م+02:00، ت ع م+03:00 | ت ع م+01:00، ت ع م+02:00، توقيت وسط أوروبا، توقيت وسط أوروبا الصيفي، أوروبا/براغ ‏ |

## منظمات دولية مشتركة
يشترك البلدان في عضوية مجموعة من المنظمات الدولية، منها:
| علم المنظمة | اسم المنظمة                               | تاريخ انضمام الأردن | تاريخ انضمام التشيك |
| ----------- | ----------------------------------------- | ------------------- | ------------------- |
|             | مؤسسة التنمية الدولية                     | 4 أكتوبر 1960       | 1993                |
|             | يونسكو                                    | 14 يونيو 1950       | 22 فبراير 1993      |
|             | مؤسسة التمويل الدولية                     | 20 يوليو 1956       | 1993                |
|             | منظمة حظر الأسلحة الكيميائية              | ?                   | ?                   |
|             | الأمم المتحدة                             | 14 ديسمبر 1955      | 19 يناير 1993       |
|             | الاتحاد الدولي للاتصالات                  | 20 مايو 1947        | 1993                |
|             | منظمة الشرطة الجنائية الدولية             | ?                   | ?                   |
|             | البنك الدولي للإنشاء والتعمير             | 29 أغسطس 1952       | 1993                |
|             | الاتحاد البريدي العالمي                   | ?                   | ?                   |
|             | المركز الدولي لتسوية المنازعات الاستشارية | 29 نوفمبر 1972      | 22 أبريل 1993       |
|             | وكالة ضمان الاستثمار متعدد الأطراف        | 12 أبريل 1988       | 1993                |
|             | منظمة التجارة العالمية                    | ?                   | ?                   |

## أعلام
هذه قائمة لبعض الشخصيات التي تربطها علاقات بالبلدين:
- آية مرار (مغنية من المملكة المتحدة، 20 سبتمبر 1980 – )

## وصلات خارجية
- موقع وزارة الخارجية الأردنية
- موقع وزارة الخارجية التشيكية